# Kanton Digne-les-Bains-2
Der Kanton Digne-les-Bains-2 ist ein französischer Wahlkreis im Département Alpes-de-Haute-Provence in der Region Provence-Alpes-Côte d’Azur. Er umfasst einen Teil der Gemeinde Digne-les-Bains und sechs weitere Gemeinden im Arrondissement Digne-les-Bains. Durch die landesweite Neuordnung der französischen Kantone wurde er 2015 neu geschaffen.

## Gemeinden
Der Kanton besteht aus sieben Gemeinden und Gemeindeteilen mit insgesamt 12.595 Einwohnern (Stand: 1. Januar 2022) auf einer Gesamtfläche von 144,96 km²:
| Gemeinde                 | Einwohner 1. Januar 2022 | Fläche km² | Dichte Einw./km² | Code INSEE | Postleitzahl |
| ------------------------ | ------------------------ | ---------- | ---------------- | ---------- | ------------ |
| Aiglun                   | 1.406                    | 14,89      | 94               | 04001      | 04510        |
| Barras                   | 142                      | 20,80      | 7                | 04021      | 04380        |
| Champtercier             | 785                      | 18,31      | 43               | 04047      | 04660        |
| Digne-les-Bains          | 6.767                    | 40,14      | 169              | 04070      | 04000        |
| Malijai                  | 2.019                    | 26,56      | 76               | 04108      | 04350        |
| Mallemoisson             | 968                      | 6,04       | 160              | 04110      | 04510        |
| Mirabeau                 | 508                      | 18,22      | 28               | 04122      | 04510        |
| Kanton Digne-les-Bains-2 | 12.595                   | 144,96     | 87               | 0405       | –            |

1. ↑   Nur der südwestliche Teil der Gemeinde, der Rest gehört zum Kanton Digne-les-Bains-1.

## Politik
| Vertreter im Départementsrat | Vertreter im Départementsrat  | Vertreter im Départementsrat |
| Amtszeit                     | Namen                         | Partei                       |
| ---------------------------- | ----------------------------- | ---------------------------- |
| 2015–2021                    | Serge Carel Patricia Granet   | DVG                          |
| 2021–                        | Pierre Catillon Sandra Raponi | LR                           |